# Saddam Hussein

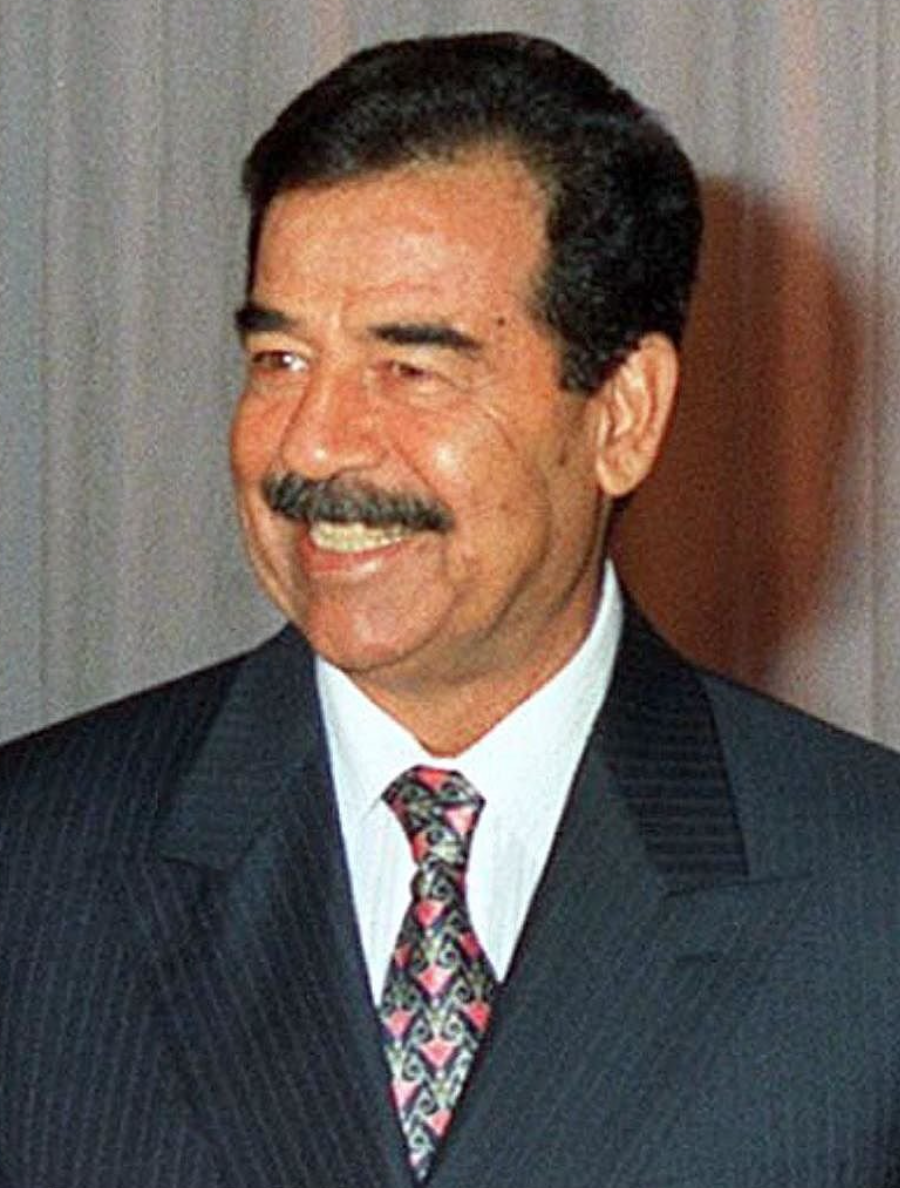
Saddam Hussein (1998)

Saddam Hussein (arabisch صدام حسين عبد المجيد التكريتي Saddām Husain ʿAbd al-Madschīd at-Tikrītī, DMG Ṣaddām Ḥusain ʿAbd al-Maǧīd at-Tikrītī, kurdisch سەددام حوسێن Sedam Huseyn; * 28. April 1937 in al-Audscha bei Tikrit; † 30. Dezember 2006 in al-Kazimiyya bei Bagdad) war ein irakischer Politiker (Baath-Partei). Von 1979 bis 2003 war er Staatspräsident und gleichzeitig von 1979 bis 1991 sowie 1994 bis 2003 Premierminister. Er regierte das Land diktatorisch und wurde später wegen Massakern an Schiiten und Kurden zum Tode verurteilt und hingerichtet.

## Kindheit und Jugend

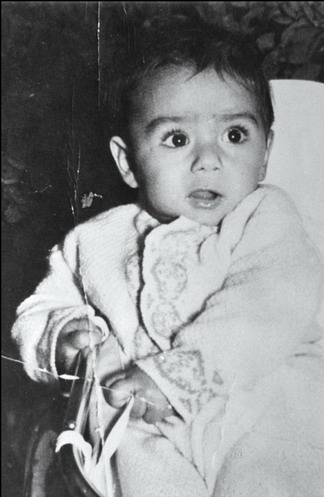
Saddam Hussein, 1940

Saddam Hussein wurde in al-Audscha, einem Dorf bei Tikrit, am 28. April 1937 in eine ärmliche Bauernfamilie geboren. Seine Familie gehörte zum sunnitisch-arabischen Stamm der al-Bu Nasir.
Sein leiblicher Vater Hussein al-Majid starb, während seine Mutter Subha mit Saddam schwanger war. Als sie im achten Monat schwanger war, starb auch Saddams ältester Bruder an einer Krebserkrankung. Daraufhin unternahm Subha einen Suizidversuch, wurde jedoch von einer jüdischen Familie daran gehindert und finanziell unterstützt. Ebenso versuchte Subha erfolglos, ihren ungeborenen Sohn abzutreiben.
Subha gab Saddam nach seiner Geburt an ihren Bruder Khairallah Talfah, der als Offizier über einen höheren sozialen Status und Geld verfügte, nach Tikrit. 1941 wurde Talfah wegen seiner Mitwirkung im Ghailani-Putsch inhaftiert, und Saddam musste zu seiner Mutter zurückkehren. Sie hatte mittlerweile einen Verwandten namens Hassan Ibrahim geheiratet und war mit ihm nach Al-Schawisch, einem ärmlichen Dorf bei Tikrit, gezogen. Hassan Ibrahim war dort übel beleumundet, sein Spitzname im Dorf war „Hassan der Lügner“. Ebenso schmückte er sich wohl unverdienterweise mit dem Titel eines Hāddsch. Die meisten Quellen beschreiben Saddams Leben im Dorf als das eines Außenseiters, der aufgrund seiner Vaterlosigkeit sozial ausgegrenzt wurde. Einzig eine offizielle Biografie schildert ihn als sozial integriertes Mitglied der Dorfgemeinschaft. Saddams Wunsch nach einer Schulausbildung wurde von seinem Stiefvater und seiner Mutter abgeschlagen. Stattdessen wurde er zur Feldarbeit herangezogen und von seinem Stiefvater zum Diebstahl angestiftet, was Saddam bereits in der Kindheit einen kurzen Gefängnisaufenthalt einbrachte. Er wurde auch Opfer von physischer und psychischer Gewalt durch seinen Stiefvater. Seinen eigenen Aussagen nach trug Saddam stets eine Eisenstange mit sich, um sich gegen die Angriffe der anderen Dorfkinder zu wehren.
Nach der Freilassung seines Onkels Khairallah Talfah verließ Hussein den Haushalt seines Stiefvaters und floh zu seinem Onkel nach Tikrit. Dieser sorgte dafür, dass Saddam mit zehn Jahren eingeschult wurde. Er erzog den Jungen im Geiste des arabischen Nationalismus. Mit 14 Jahren stand Saddam unter dem Verdacht, aus Rache den Bruder eines Lehrers angeschossen zu haben. Die Beweise erhärteten sich jedoch nicht und Saddam konnte die Schule abschließen. Nach seinem Schulabschluss zog Saddam mit seinem Onkel nach Bagdad, wo er eine weiterführende Schule besuchte und mit 18 Jahren abschloss. Nach seiner Schulausbildung wurde Saddam Khairallahs älteste Tochter Sadschida versprochen.

## Politische Karriere

### Beginn
Saddam Hussein trat 1957 im Alter von 20 Jahren der damals noch verbotenen Baath-Partei bei. Er bewarb sich bei der prestigeträchtigen Militärakademie in Bagdad, scheiterte jedoch an der Aufnahmeprüfung. Am 14. Juli 1958 stürzten in einem Staatsstreich nationalistische Offiziere, die sich die „Freien Offiziere“ nannten, die Monarchie und töteten König Faisal II. und dessen Familie. Der Staatsstreich führte zur Gründung der Republik Irak mit dem Premierminister Abd al-Karim Qasim. Ende des Jahres erschossen Saddam und sein Onkel Khairallah einen entfernten Verwandten, der Khairallah beleidigt hatte. Beide wurden für mehrere Monate inhaftiert, entgingen aber einer Anklage wegen Mordes. Die Baath-Partei rekrutierte Hussein nach seiner Rückkehr nach Bagdad als Attentäter für einen Anschlag auf Qasim. Am 7. Oktober 1959 überfielen die Attentäter Qasims Konvoi, dieser überlebte jedoch. Hussein wurde von einer Kugel in den Oberschenkel getroffen und flüchtete nach Syrien. Das versuchte Attentat sei „mit dem Wissen der CIA“ geschehen, da sein Kontaktmann für den ägyptischen Geheimdienst und die CIA gearbeitet hatte; die angemietete Wohnung sei laut UPI vom stellvertretenden ägyptischen Militärattaché bezahlt worden. Die Amerikaner seien zuvor vom Ausscheren Qasims aus dem Bagdad-Pakt überrascht worden. Anfang 1960 zog Saddam nach Kairo. Er wurde in Abwesenheit zum Tode verurteilt. Der bis dahin amtierende Chef der Baath-Partei, Fuad ar-Rikabi, floh ebenfalls nach Ägypten  und wurde im Irak durch einen entfernten Verwandten Saddam Husseins, Madschid, ersetzt. Rikabi hatte offensichtlich den Auftrag zum Attentat gegeben, nachdem er im Jahr zuvor aus der Regierung ausgeschieden war.
Sein Studium an der juristischen Fakultät der Universität Kairo beendete er ohne Abschluss. Er kehrte am 8. Februar 1963 nach dem blutigen Putsch der Baath-Partei in den Irak zurück und heiratete Sadschida Khairallah. Nach dem erneuten Militärputsch vom 18. November 1963 wurde er 1964 zu einer Gefängnisstrafe verurteilt, floh aber mit Hilfe des Premierministers Tahir Yahyas im Juli 1966. 1968 unterstützte er einen erfolgreichen Staatsstreich von Baath-Partei und Armee.

### Aufstieg

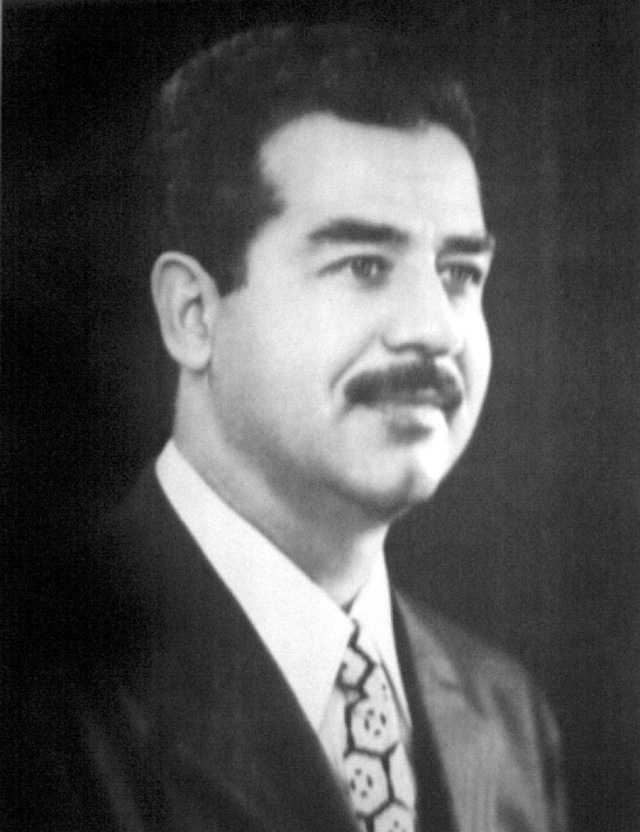
Saddam Hussein (1974)

Vizepräsident Saddam Hussein betet in der Stadt Maschhad während seines Besuchs in Iran 1976

Als die Baath-Partei 1968 im Irak an die Macht kam, wurde Hussein in der neuen Regierung stellvertretender Generalsekretär des Revolutionären Kommandorates sowie Chef des Ministeriums für Staatssicherheit und des Propagandaministeriums. 1969 wurde er Vizepräsident.

Am 1. Juni 1972 leitete er die Verstaatlichung westlicher Ölfirmen ein, die ein Ölmonopol im Irak hatten. Mit den Öleinnahmen entwickelte er das Land zu einer regionalen militärischen Großmacht. Die Einnahmen aus dem Ölverkauf sorgten aber auch für den Wohlstand breiterer Bevölkerungsschichten. 1972 unterzeichnete Saddam in Moskau ein Freundschaftsabkommen mit der Sowjetunion. Am 1. Juli 1973 wurde er vom Revolutionsrat zum Drei-Sterne-General der irakischen Streitkräfte ernannt. Später ernannte er sich selbst zum Feldmarschall. Am 6. März 1975 schloss er als Vizepräsident mit dem iranischen Schah Mohammad Reza Pahlavi das Abkommen von Algier über den Grenzverlauf im Schatt al-Arab und die gegenseitige Nichteinmischung in innere Angelegenheiten.

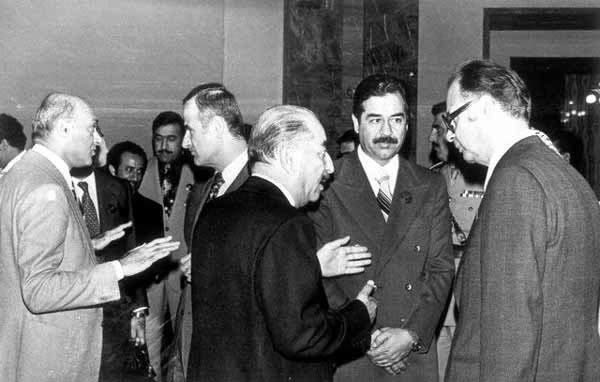
Im Vordergrund steht der irakische Präsident Ahmed Hassan al-Bakr, neben ihm sein Stellvertreter Saddam Hussein. Zum Jemen: Der libanesische Premierminister Salim Hoss. Auf einem arabischen Gipfel in Bagdad im November 1978

1979 ernannte Präsident Ahmad Hasan al-Bakr Hussein im Alter von 42 Jahren zum Vorsitzenden der Partei und zu seinem Nachfolger. Am 11. Juli 1979 wurde er Generalsekretär der Baath-Partei, und am 16. Juli 1979 übernahm er die Macht als Staatspräsident und Regierungschef. In einer seiner ersten Handlungen in dieser Position diffamierte Saddam in einer öffentlichen Versammlung mehrere anwesende Mitglieder der Baath-Partei als Verräter, woraufhin sie im Schnellverfahren zum Tode verurteilt und sofort liquidiert wurden. Die übrigen Parteimitglieder wurden durch dieses Exempel auf die Linie Saddams eingeschworen, der so auch den geplanten Zusammenschluss mit dem ebenfalls baʿthistischen Regime Syriens verhinderte.
Dennoch war Saddam Husseins Autorität zunächst noch nicht uneingeschränkt. Nach dem Tausch seines Amtes mit al-Bakr blieb dieser faktisch Vizepräsident bis zu seinem Tode im April 1982. Saddam Hussein nutzte diese erste Zäsur einer Machterweiterung bereits im Juli 1982 zu einem folgenschweren Alleingang: Er gab einen Rückzugsbefehl für die irakischen Truppen in einer entscheidenden Phase des Golfkrieges gegen die Islamische Republik Iran. Die zweite Zäsur war 1989. Mit dem Tod des Baath-Partei-Gründers und Vizepräsidenten Michel Aflaq sowie des als Kriegsminister im Golfkrieg populär gewordenen Chairallah Talfah durch einen unaufgeklärten Hubschrauberabsturz im gleichen Jahr gab es keine rivalisierende Autorität mehr außer dem nunmehr endgültig diktatorisch agierenden Präsidenten, die seine Entscheidung zum Krieg gegen Kuwait im Folgejahr hätte beeinflussen können.
Saddam Husseins Herrschaft wurde ab 1979 von einem Personenkult geprägt. Dieser bediente sich politischer, religiöser und nationalistischer Motive und diente der Disziplinierung der Bevölkerung und Unterdrückung politischen Dissenses. Propagandistische Darstellungen seiner Person waren hierbei im öffentlichen und privaten Raum obligat. Führend bei der Durchsetzung des Personenkults war die Ba'thpartei als Staatspartei des Einparteienstaats. Ab Mitte der 1980er Jahre wurde Kritik an ihm oder seinen Familienangehörigen offen strafrechtlich durch Sondergerichte verfolgt.
Saddam Hussein ist für zahlreiche Verbrechen gegen die Menschlichkeit verantwortlich, die in seiner Regierungszeit verübt wurden, darunter Giftgaseinsätze und Massenmorde an Kurden und Schiiten. Human Rights Watch schätzt, dass Saddams Regime mindestens 250.000 Iraker ermordete oder „verschwinden“ ließ. Dazu zählen 100.000 Kurden, die während der Anfal-Operation von 1987 bis 1988 getötet wurden, sowie viele Menschen, die verhaftet wurden und „verschwunden“ sind, darunter 50.000 bis 70.000 Schiiten in den 1980er Jahren, 50.000 Oppositionsaktivisten, darunter Linke, Kurden und andere Minderheiten in den 1980er und 1990er Jahren und 30.000 schiitische Männer während des gescheiterten Aufstands im März 1991.

### Erster Golfkrieg

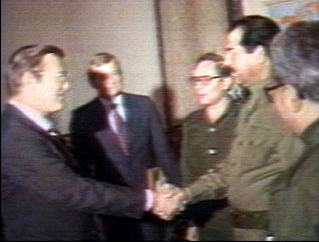
Saddam Hussein mit Donald Rumsfeld (1983)

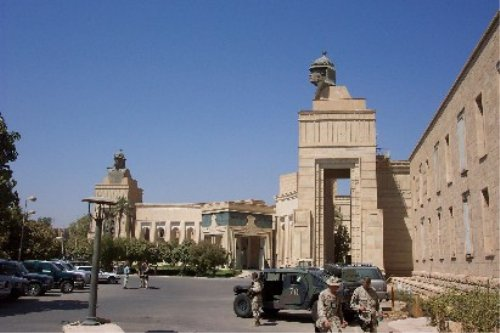
Saddam Husseins Präsidentenpalast (2003)

Etwa ein Jahr nach der Islamischen Revolution in Iran gegen den prowestlichen Schah Mohammad Reza Pahlavi kündigte Saddam Hussein am 17. September 1980 das Abkommen von Algier, das zuvor auch Iran als nicht mehr bindend erklärt hatte. Der Irak verweigerte daraufhin die Räumung der 1975 abgetretenen Grenzgebiete, die seit dem 4. August unter iranischem Beschuss lagen. Am 22. September 1980 befahl Hussein der irakischen Armee, die Islamische Republik Iran mit neun von insgesamt zwölf Divisionen auf einer 600 km breiten Front anzugreifen. Geplant war ein Blitzkrieg. Die irakische Offensive scheiterte jedoch nach begrenzten Geländegewinnen, und die Initiative ging auf die Iraner über. Dies bildete den Auftakt für den fast acht Jahre dauernden Ersten Golfkrieg.
Dabei spielten auch verschiedene westliche Staaten eine führende Rolle, die den Irak wegen der drohenden Niederlage gegen Iran massiv unterstützten, wie Frankreich und Deutschland als Rüstungsexporteure und Lieferanten für Kernreaktoren sowie Chemieanlagen (Pestizide und Giftgas). Hauptunterstützer des Iraks waren die Sowjetunion, Frankreich und die Volksrepublik China, die allerdings auch Iran belieferte. Auch Washington belieferte beide Seiten. Eine besondere Bedeutung hatten weiterhin die sunnitischen und wahhabitischen Golfstaaten als Kreditgeber und Finanziers des Ersten Golfkrieges. Das Unvermögen, die Kredite zurückzuzahlen, wird allgemein als einer der Gründe für die versuchte Annexion Kuwaits durch den Irak betrachtet. Während des Krieges ließen auf beiden Seiten Hunderttausende ihr Leben, allein durch Saddam Husseins Giftgaseinsätze starben mehrere tausend Menschen. Sehr kritisch betrachtet werden Vermutungen, denen zufolge der US-Geheimdienst dem Irak Satellitenbilder der iranischen Stellungen zur Verfügung stellte, und die Zurückhaltung und teilweise stillschweigende Billigung eines Großteils der Staatengemeinschaft.
Von 1981 bis 1987 lag die militärische Initiative überwiegend auf iranischer Seite, erst 1988 konnten die irakischen Truppen wieder größere Erfolge erzielen. Am 18. Juli 1988 willigte Iran daher in die Waffenstillstandsbedingungen der UN-Resolution 598 ein, die Saddam Hussein bereits zuvor akzeptiert hatte. Ajatollah Chomeini kommentierte dies mit dem Zusatz „bitterer als Gift“. Am 8. August 1988 wurde ein Waffenstillstandsabkommen geschlossen, das am 20. August 1988 in Kraft trat und die Vorkriegsgrenzen wiederherstellte. Zum Abschluss eines Friedensvertrages ist es seither nicht gekommen.

### Anfal-Operation
Gegen Ende des Krieges 1988 befahl Hussein die Anfal-Operation im Nordirak und intensivierte damit die seit Mitte der 1970er Jahre bestehende Arabisierungspolitik gegen die Kurden. Die Kurden hatten sich insbesondere nach der Niederlage der Peschmerga unter Mustafa Barzani im Jahr 1975 einer stärkeren Verfolgung durch Hussein ausgesetzt gesehen. Dazu waren sie aus über 1500 Ortschaften vertrieben und in Sicherheitszonen, die im Grenzgebiet zur Türkei und zu Iran lagen, in dafür bestimmte Lager konzentriert worden. Auch aus Städten, in denen keine Bevölkerungsgruppe dominierte, waren Kurden im Zuge der Arabisierungspolitik deportiert worden. Kurden, die in der irakischen Armee dienten oder Lehrkräfte waren, waren im Süden des Iraks fernab ihrer Heimat eingesetzt worden. Vor allem um das ölreiche Kirkuk hatte Hussein eine aggressive Umsiedlungspolitik betrieben, bei der kurdische, assyrische und turkmenische Bewohner vertrieben und arabische Iraker angesiedelt wurden.
Die Durchführung der Anfal-Operation übernahm Ali Hasan al-Madschid, ein Vetter von Hussein, der durch den Einsatz von Chemiewaffen gegen die kurdische Bevölkerung unter dem Namen Chemical-Ali (kurdisch Eliyê Kîmyawî, „Chemie-Ali“) bekannt wurde. Im Rahmen dieses Genozids wurden laut Human Rights Watch von Februar bis September 1988 bis zu 100.000 Kurden systematisch ermordet und eine unbekannte Zahl in den Süden des Iraks deportiert. Ferner wurde die Infrastruktur von etwa 2.000 Dörfern und 20 Kleinstädten, darunter die Stadt Qeladizê mit ihren damals 70.000 Einwohnern, zerstört. Die Kurden selber schätzten die Zahlen der verschwundenen Menschen auf 182.000 und die zerstörten Dörfern auf 4.000 ein. Im Gegensatz zu früheren Einsätzen von Giftgas wurde der Giftgasangriff auf Helepçe von der westlichen Presse mit Entsetzen und Empörung zur Kenntnis genommen. Staatliche Seiten verhielten sich weiterhin zurückhaltend. An der Herstellung des Giftgases waren größtenteils deutsche Firmen beteiligt.

### Zweiter Golfkrieg

Saddam Hussein 1990 mit Ex-Bundeskanzler Willy Brandt und Sadoun al-Zubaydi (Mitte)

Am 2. August 1990, zwei Jahre nach dem Waffenstillstand, ließ Saddam Hussein Kuwait mit der Behauptung besetzen, es zapfe illegal Ölfelder des Iraks an. Die Besetzung erfolgte, nachdem Kuwait die Ölfördermenge erhöht und die Ölpreise gesenkt hatte. Der Irak hatte starke Interessen an einem lukrativen Ölgeschäft, zumal das Land sich im Wiederaufbau nach dem Ersten Golfkrieg befand.
Im Zweiten Golfkrieg wurde die irakische Armee Anfang 1991 durch die von den USA geführte Koalition fast vollständig geschlagen. Ein bereits begonnenes Vorrücken amerikanischer Verbände in Richtung Bagdad wurde eingestellt, da der Auftrag der UN-Resolution, die nur die Befreiung Kuwaits, aber nicht einen Regimewechsel im Irak vorsah, erfüllt war und die Verbündeten der USA nicht gewillt waren, weitergehende Maßnahmen mitzutragen. Der von westlichen Kräften ermutigte Aufstand der Schiiten im südlichen Irak gegen Hussein wurde durch die militärisch immer noch überlegenen irakischen Regierungstruppen trotz Einrichtung einer Flugverbotszone niedergeschlagen.

### Weiteres politisches Wirken
Saddam Hussein überlebte zahlreiche Putschversuche und Attentate, auch von ausländischen Geheimdiensten. Er hatte, wie Latif Yahya behauptet, zwei Doppelgänger. Faoaz Al-Emari und einen zweiten, der 1984 bei einem Anschlag ums Leben kam.
Er förderte aktiv die Modernisierung der irakischen Wirtschaft und den Aufbau von Industrie, Verwaltung und Polizei. Hussein leitete den Aufbau des irakischen Landes, die Technisierung der Landwirtschaft und die Bodenreform sowie die Volksbildung. Des Weiteren förderte er die vollständige Neugestaltung der Energiewirtschaft, des öffentlichen Dienstes sowie des Transport- und Bildungswesens. Unter seiner Herrschaft begann eine nationale Alphabetisierungskampagne, und die allgemeine Schulpflicht wurde eingeführt. Vor 1990 stieg die Alphabetisierungsrate bei Mädchen auf über 90 Prozent, nach der Zerstörung von Schulen in den beiden Golfkriegen von 1991 und 2003 sank sie wieder auf 24 Prozent, so die UNESCO.
Seit dem 29. Mai 1994 war Hussein wieder Premierminister, nachdem er nach dem Ende des Golfkriegs 1991 diesen Posten aufgab. Zudem bekleidete er das Amt des Vorsitzenden der Baath-Partei und war Oberkommandierender der Armee. Im Oktober 1995 ließ er sich ohne Gegenkandidaten mit 97 Prozent der abgegebenen Stimmen auch offiziell zum Präsidenten wählen. Die Gratulation durch den ehemaligen Staatspräsidenten Abd ar-Rahman Arif verlieh dieser Wahl einen beinahe legitimen Anstrich. Am 8. August 1995 flüchteten Saddams Schwiegersöhne sowie der Geheimdienstchef und dessen Bruder wegen Meinungsverschiedenheiten nach Jordanien. Angeblich durch Hussein begnadigt, kehrten sie in den Irak zurück, wo sie im Februar 1996 inhaftiert und drei Tage später erschossen wurden.
Die Vereinten Nationen hatten seit dem Zweiten Golfkrieg ein ununterbrochenes Handelsembargo über das Land verhängt. 1996 akzeptierte das irakische Parlament den „Oil-for-Food“-Plan des UNO-Sicherheitsrates, der dem Irak den Verkauf begrenzter Mengen Erdöls ermöglichte, um dringende humanitäre Bedürfnisse zu decken. Hussein kündigte im Jahre 2000 an, im Rahmen des Programms „Öl gegen Lebensmittel“ Erdöl gegen Euro zu verkaufen und begann seine nationalen Devisenreserven auf Euro umzustellen („Petro-Euro“).
Im Oktober 2002 wurde Saddam Hussein in einer offensichtlich fingierten Wahl mit fast 100 Prozent der Stimmen als Führer des Landes für weitere sieben Jahre im Amt bestätigt.

### Irakkrieg

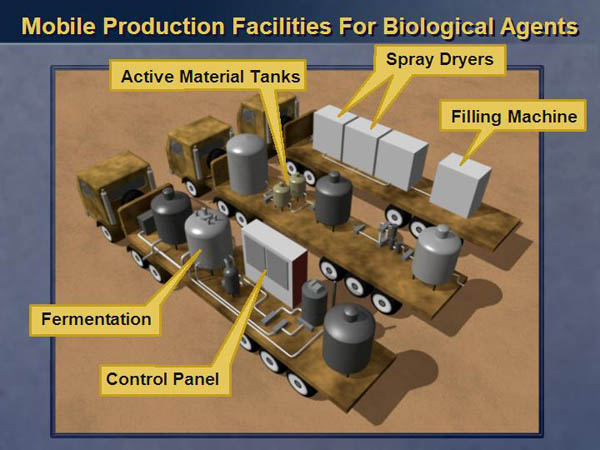
Computer-generierte Abbildung der angeblichen mobilen Anlagen zur Produktion chemischer Kampfstoffe, präsentiert von dem damaligen US-Außenminister Colin Powell vor dem UN-Sicherheitsrat im Februar 2003 zur Legitimation des Sturzes Saddam Husseins und des Irak-Krieges

Im Jahre 2003 begann schließlich der Irakkrieg. Die Truppen der Vereinigten Staaten und des Vereinigten Königreiches marschierten am 20. März 2003 in den Irak ein. Die irakische Armee wurde geschlagen, das Land vollständig besetzt. Die USA begründeten dies damit, dass der Irak durch Entwicklung und Besitz von „Massenvernichtungswaffen“ gegen die über ihn verhängten UN-Resolutionen verstoßen und dass Hussein terroristische Organisationen wie al-Qaida unterstützt habe. Beide Vorwürfe waren falsch und wurden auch in den USA nachträglich durch den Geheimdienstausschuss des US-Senats widerlegt.
Am 9. April 2003 wurden die Kämpfe mit dem Fall Bagdads und dem Untergang des Regimes von Saddam Hussein beendet. Auf Hussein und eine Reihe von führenden Angehörigen der Regierung wurde nach dem Sturz des Regimes ein Kopfgeld von 25 Millionen US-Dollar ausgesetzt. Nach ihnen wurde auch mittels eines in Umlauf gebrachten Kartenspiels gefahndet, in dem die Gesuchten Karo-Ass, Herz-König etc. darstellten.
Er suchte zunächst mit seinen Söhnen Udai und Qusai Zuflucht in der Provinz al-Anbar und sandte beide anschließend nach Syrien. Syriens Präsident Baschar al-Assad war das Risiko eines Konflikts mit den Vereinigten Staaten zu hoch und schickte beide in den Irak zurück. Ihr Unterschlupf in Mossul wurde verraten und beide sowie Qusais vierzehnjähriger Sohn wurden am 22. Juli 2003 in einem fünfstündigen Feuergefecht mit Soldaten der 101st Airborne Division getötet.

## Strafverfolgung

### Festnahme

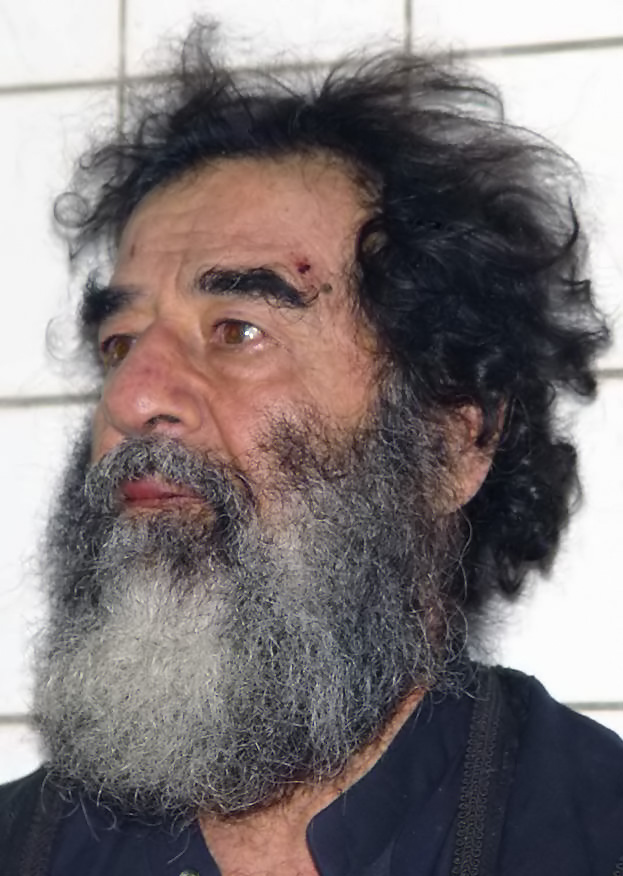
Saddam Hussein nach seiner Festnahme (2003)

Am 13. Dezember 2003 wurde Saddam Hussein von US-Besatzungstruppen festgenommen. Nach amerikanischer Darstellung wurde er nach einem Verrat eines früheren Gefolgsmannes, eines ehemaligen irakischen Geheimdienstlers, in dem Dorf Ad-Dawr rund 15 Kilometer von seiner Heimatstadt Tikrit entfernt von amerikanischen Soldaten gefangen genommen. Demnach habe sich der einstmals mächtigste Mann des Landes zuletzt in einem engen, gemauerten Erdloch vor einer ärmlichen Hütte versteckt gehalten. Als die Soldaten das Erdloch mit vorgehaltener Waffe inspizierten, habe sich Saddam Hussein ihnen kampflos und müde ergeben. Bei ihm soll Bargeld im Wert von etwa 750.000 US-Dollar gefunden worden sein. Der von der US-amerikanischen Führung verbreitete Hergang der Festnahme und der konkrete Zeitpunkt wurden von Saddam Husseins Anwalt wie auch von ihm selbst bestritten. Der ehemalige US-Soldat Nadim Abou Rabeh sagte im März 2005, dass die Szene mit dem sogenannten Erdloch gestellt worden sei, Saddam Hussein in einem Haus gelebt habe und die US-Soldaten bei der Festnahme auf Widerstand gestoßen seien.
Husseins Identität wurde nach US-amerikanischen Angaben durch eine DNS-Probe sowie anhand von Zähnen und Narben nachgewiesen. Die offizielle Bestätigung der Festnahme erfolgte am 14. Dezember 2003 um etwa 13 Uhr MEZ durch den britischen Premierminister Tony Blair und kurz danach in einer Pressekonferenz durch Paul Bremer, den US-amerikanischen Zivilverwalter im Irak.
Der Ex-Diktator wurde im Hochsicherheitsgefängnis Camp Cropper inhaftiert. Am 10. Januar 2004 gab die US-amerikanische Regierung bekannt, dass er nun offizieller Kriegsgefangener der USA sei. Der Status des Kriegsgefangenen ermöglichte unter anderem, dass unabhängige Beobachter und Hilfsorganisationen, z. B. das Rote Kreuz, mit dem Ex-Diktator in Kontakt treten konnten, um sich von dessen Unversehrtheit und den Haftbedingungen ein Bild zu machen. Am selben Tag forderte der irakische Regierungsrat die Vereinigten Staaten auf, Hussein als einen Kriminellen der irakischen Justiz zu übergeben. Dies erfolgte am 30. Juni 2004, zwei Tage nach der offiziellen Machtübergabe der USA an die irakische Übergangsregierung.

### Anklage

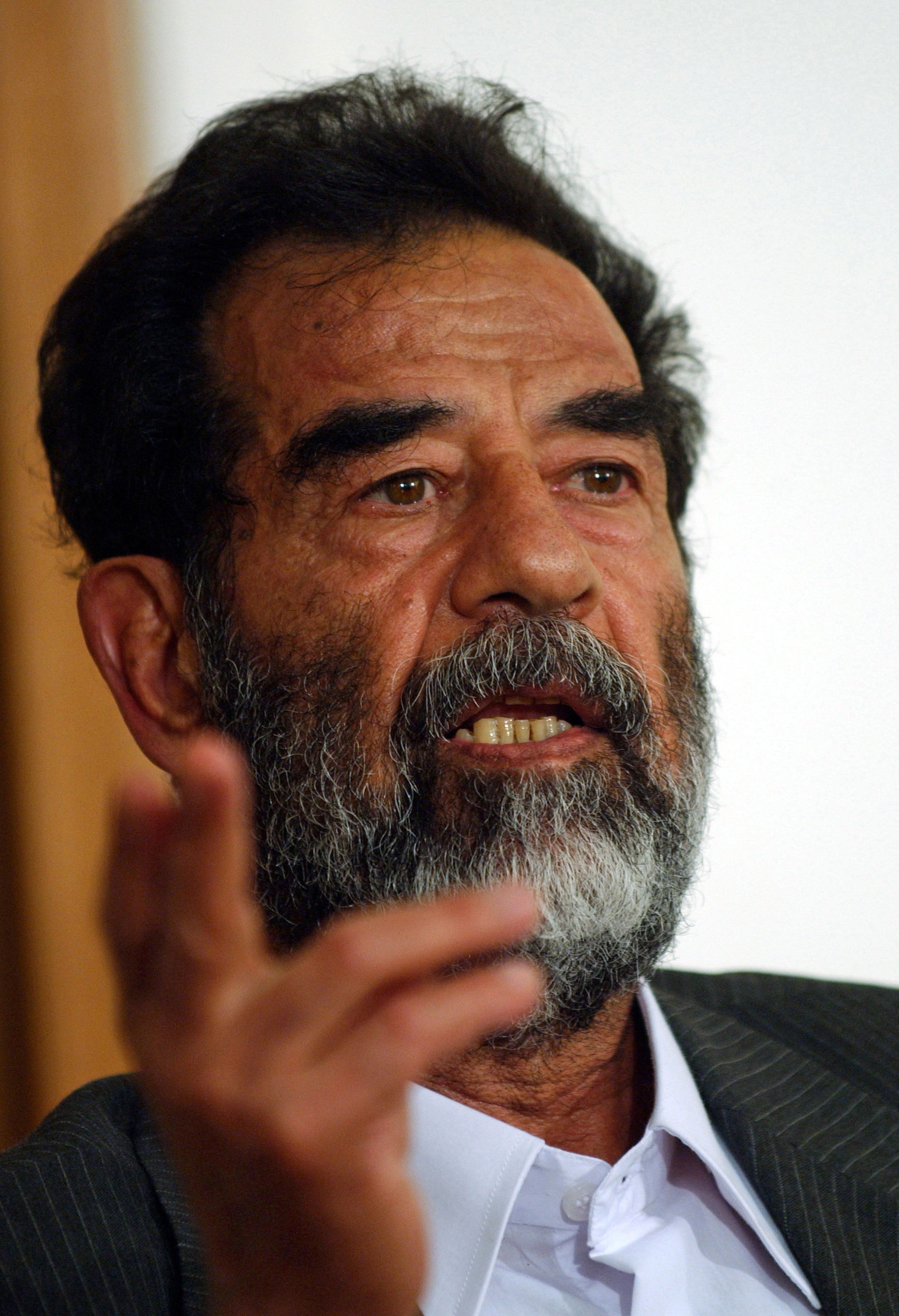
Saddam Hussein (2004)

Ein Sondertribunal mit irakischen Richtern beschäftigte sich mit Saddam Hussein und elf weiteren Politikern und Militärs des Iraks nach irakischem Recht. In einer ersten Anhörung ohne Anwalt am 1. Juli 2004, die wegen US-Zensur überwiegend ohne Ton im Fernsehen übertragen wurde, stritt Saddam jede Schuld ab und erkannte das Tribunal nicht an. Er sah sich weiterhin als Präsident. Er blieb unter Bewachung der USA. Gemäß irakischem Recht wurde Saddam Husseins Einmarsch in Kuwait vor dem Tribunal verhandelt. Davon ausgenommen sollte der Überfall auf Iran 1980 nicht als Angriffskrieg verhandelt werden. Die iranische Regierung beabsichtigte, in Bagdad zu klagen, da Saddam Hussein 1980 den Krieg gegen Iran begonnen und Chemiewaffen eingesetzt habe. Saddam Hussein wurden die in diesen Kriegen verübten Kriegsverbrechen sowie Verbrechen gegen die Menschlichkeit zur Last gelegt. Laut Human Rights Watch wurden bis zu 290.000 Menschen ermordet. Die Ermittlungen wurden laut New York Times vom FBI und einer Einheit des US-Justizministeriums geführt. Die irakischen Juristen erhielten Unterstützung von ausländischen Experten. Salam Tschalabi, der Gerichtsdirektor, wurde in den USA ausgebildet.
Der Kurdenführer und spätere irakische Staatspräsident Dschalal Talabani sprach sich gegen die Todesstrafe für Saddam Hussein aus. Dennoch zweifelt er nicht an seiner Schuld: Saddam Hussein habe „massakriert“ und „unsere Städte abgebrannt und zerstört“. Der neue Irak, der gerade im Entstehen sei, müsse deshalb die Rechte der kurdischen Bevölkerung achten: „Wenn der Irak diese Verpflichtung nicht anerkennt, wird das das Ende der irakischen Einheit sein.“

### Prozess
Der Prozess gegen Saddam Hussein und sieben Mitangeklagte begann am 19. Oktober 2005. In erster Instanz entschied eine Kammer aus fünf Richtern, wobei zunächst Richter Ra’uf Raschid Abd ar-Rahman den Vorsitz hatte, nachdem der ursprünglich dem Gericht vorsitzende Rizgar Muhammad Amin sein Amt niedergelegt hatte. In der Berufung entschieden neun Richter. Das Gericht hatte die Gerichtsbarkeit über Völkermord, Verbrechen gegen die Menschlichkeit und Kriegsverbrechen sowie über drei weitere aus dem irakischen Recht abgeleitete Verbrechen, unter ihnen etwa die unerlaubte Einmischung in die Justiz, die während Husseins Präsidentschaft von 1979 bis zum Beginn der Okkupation durch die Koalitionstruppen 2003 begangen wurden.
Der erste Anklagepunkt vor dem Gericht bezog sich auf eine Vergeltungstat, die nach dem misslungenen Attentat auf Saddam Hussein in der Stadt Dudschail 1982 begangen worden sein soll. 148 Männer und Jungen wurden hingerichtet oder starben bei „Vernehmungen“ durch staatliche Behörden. Die weiteren zwölf Anklagen reichten vom Giftgasangriff auf Kurden in der sogenannten Anfal-Kampagne und dem Angriff auf die Stadt Halabdscha 1988 bis hin zur Tötung Zehntausender Schiiten nach deren Aufstand 1991. Mit Saddam Hussein standen sieben weitere Personen vor Gericht. Unter ihnen waren Taha Yassin Ramadan, der frühere Vizepräsident des Iraks, Barzan Ibrahim at-Tikriti, ein jüngerer Halbbruder Saddams und ehemaliger Direktor des Sicherheitsdienstes Mukhabarat, und Awad al-Bandar, früherer Vorsitzender des Revolutionsgerichtshofs, der unter anderem für die Todesurteile in Dudschail zuständig war.
Nachdem zwei Verteidiger von Husseins Mitangeklagten Anschlägen zum Opfer gefallen waren, ein Mordkomplott gegen den Ermittlungsrichter Dschuhi aufgedeckt und ein Anschlag auf das Gerichtsgebäude vereitelt worden war und einige Verteidiger sich aus diesem Grund zurückgezogen hatten, wurde vom damaligen Vorsitzenden Amin die Verlegung des Prozesses in die weniger instabilen kurdischen Regionen erwogen. Der Prozess wurde allerdings weiterhin in Bagdad geführt. Der US-amerikanische Anwalt Ramsey Clark, früherer US-Justizminister und prominenter Gegner des Irak-Kriegs, gehörte ebenfalls zu dem Team, das Hussein im Prozess verteidigte. Er hatte schon Slobodan Milošević verteidigt. Außerdem gehörte zu dem Verteidigerteam Ayesha al-Gaddafi, die Tochter des damaligen libyschen Staatschefs Muammar al-Gaddafi. Ein weiterer Anwalt Saddam Husseins, Najib al-Nawimi, ehemaliger katarischer Justizminister, versuchte die Legitimität des Gerichts anzuzweifeln, da große Teile seines Statuts während der Besetzung durch die USA geschrieben worden seien. Der Anwalt Curtis Doebbler legte sogar Rechtsmittel vor dem Obersten Gerichtshof der Vereinigten Staaten ein, da das Recht auf einen fairen Prozess in erheblicher Weise verletzt worden sei.
In Bagdad wurde der Prozess unter strengsten Sicherheitsvorkehrungen abgehalten. Zeugen gegen Saddam Hussein wurde wegen ihrer Furcht vor Anschlägen Anonymität zugestanden. Der Prozess wurde von Anhängern Saddam Husseins und US-kritischen Stimmen als Schauprozess und als Siegerjustiz interpretiert. Menschenrechtsorganisationen zweifelten an der rechtmäßigen Einsetzung des Tribunals. Human Rights Watch betonte zudem, die Rechte der Angeklagten würden beschnitten. Ein Menschenrechtsbeobachter der Vereinten Nationen erklärte, das Gericht werde internationalen Standards für solche Verfahren nicht gerecht. Saddam Hussein begann am 7. Juli einen Hungerstreik, um gegen die mangelhafte Sicherheit für seine Anwälte zu protestieren. Ab dem 23. Juli wurde er deswegen in einem Krankenhaus zwangsernährt.
Der irakische Generalstaatsanwalt forderte wegen des Massakers von Dudschail die Todesstrafe für Saddam Hussein. Auch der ehemalige Vizepräsident Taha Jassin Ramadan und Husseins Halbbruder Barsan Ibrahim al-Tikriti sollten hingerichtet werden, forderte der Staatsanwalt in seinem Schlussplädoyer. Für vier weitere Angeklagte beantragte er Freiheitsstrafen.

### Urteil
Hussein wurde am 5. November 2006 vom Richter Ra’uf Raschid Abd ar-Rahman zum Tode durch den Strang verurteilt. Hussein wollte sich zur Urteilsverkündung vor dem Sondertribunal nicht erheben, lenkte jedoch ein, als ihm letztlich mit Zwang gedroht wurde. Seinem persönlichen Wunsch, nicht „wie ein einfacher Krimineller“ erhängt, sondern erschossen zu werden, wurde nicht entsprochen.
Der Nahost-Direktor von Amnesty International, Malcolm Stuart, erklärte am 5. November 2006: „Jeder Angeklagte hat das Recht auf einen fairen Prozess, unabhängig von dem Ausmaß der Vorwürfe gegen ihn. […] Hier wurde eine Gelegenheit verpasst, und die Verhängung der Todesstrafe macht das noch schlimmer.“
Die Berufungsverhandlung in der Berufungskammer des Sondertribunals, die bei jedem Todesurteil automatisch angeordnet wird, bestätigte das Urteil schließlich am 26. Dezember 2006. Eine zügige Hinrichtung innerhalb von maximal 30 Tagen, d. h. bis zum 25. Januar 2007, wurde außerdem vorgeschrieben. Ein letzter Versuch, die Hinrichtung durch einen Antrag seiner Anwälte vor einem US-Bezirksgericht in Washington aufzuschieben, wurde abgelehnt.

### Hinrichtung
Das Urteil gegen Saddam Hussein wurde am 30. Dezember 2006 kurz nach 6:00 Uhr Ortszeit (4:00 Uhr MEZ) in al-Kazimiyya, einer Nachbarstadt im Nordosten von Bagdad, durch Hängen vollstreckt. Die gesamte Hinrichtung wurde offiziell von den irakischen Behörden gefilmt und auf Fotos festgehalten. Entsprechende Aufnahmen, die die letzten Minuten Husseins, nicht jedoch die Exekution zeigen, waren wenig später weltweit in zahllosen Medien zu sehen. Die Hinrichtung sei nach offizieller Darstellung schnell und ruhig verlaufen. Hussein habe keine Bemerkung gemacht, während er zum Galgen geführt worden sei. Vor der Hinrichtung habe er das sunnitisch-islamische Glaubensbekenntnis gesprochen. Er wurde 69 Jahre alt.
Eine im Internet kursierende Amateuraufnahme der Hinrichtung widerlegt jedoch diese Darstellung. Dabei ist zu hören, dass Personen im Raum Saddam Hussein beschimpfen, er werde „direkt in die Hölle gelangen“, woraufhin dieser antwortet: „Irak ist nichts ohne Saddam“. Ebenso wird der radikale irakische Schiiten-Führer Muqtada as-Sadr, einer der größten Gegner Saddam Husseins, durch die unbekannten Personen bejubelt. Bereits mit der Schlinge um den Hals auf der Falltür stehend, sprach Saddam Hussein anschließend seine letzten Worte, die zweizeilige Schahada der Sunniten: „Es gibt keine Gottheit außer Allah. Mohammed ist der Prophet Allahs.“ Noch während der ersten Wiederholung öffnete sich die Falltür, als er das Wort Mohammed aussprach. Die inoffizielle Filmaufnahme zeigt auch, wie Saddam Hussein durch Genickbruch stirbt und unmittelbar nach der Hinrichtung am Galgen hängt.

### Reaktionen auf die Hinrichtung
Das gewählte Hinrichtungsdatum wurde in der islamischen Welt scharf kritisiert, da sie an einem islamischen Feiertag, dem Opferfest, vollstreckt wurde. Es wurden außerdem Terroranschläge als Reaktion auf die Hinrichtung Husseins befürchtet, denn bereits die Urteilsverkündung im November hatte in Teilen des Landes Gewalt ausgelöst.
Das im Internet veröffentlichte nicht offizielle Hinrichtungsvideo löste ein bestürztes Medienecho aus. Für die BBC bezeichnete World Affairs Editor John Simpson den Verlauf als „hässlich und erniedrigend“. Es erinnere an öffentliche Hinrichtungen des 18. Jahrhunderts. Staatsanwalt Munkith al-Farun, der bei der Hinrichtung anwesend war, erklärte am 2. Januar 2007, dass hochrangige irakische Regierungsmitarbeiter den Mitschnitt unerlaubt mit einem Handy gedreht hätten. Das Hinrichtungsvideo entwickelte sich in den folgenden Tagen insbesondere im Süden Bagdads, in dem zahlreiche Schiiten leben, zum Verkaufsschlager. Die Anwälte Saddam Husseins forderten daraufhin am 3. Januar 2007 in einem Brief an UN-Generalsekretär Ban Ki-moon eine Untersuchung und verwiesen erneut auf die Genfer Konventionen, die mehrfach nicht auf den Kriegsgefangenen angewandt worden seien. In dem Schreiben wurde außerdem vermutet, einige der ärgsten Feinde Saddams könnten „in einem üblen Handel mit der Besatzungsmacht das Privileg erhalten haben, bei der Tötung selbst Hand anzulegen“. Es soll daher ebenfalls untersucht werden, wer die vermummten Henker waren. Auch andere irakische Beobachter kritisierten das Verfahren.
EU-Entwicklungshilfekommissar Louis Michel verurteilte die Hinrichtung noch am selben Tag indirekt als „barbarisch“. Zudem äußerte er die Befürchtung, dass die Vollstreckung des Urteils Hussein zu einem Märtyrer machen könne. Die EU-Außenkommissarin Benita Ferrero-Waldner äußerte sich im Namen der Europäischen Kommission zu dem Urteil: „Während die EU die Todesstrafe grundsätzlich ablehnt, bedeuten das Gerichtsverfahren und die Bestrafung von Saddam, dass jene, die Verbrechen gegen die Menschlichkeit begehen, der Gerechtigkeit nicht entgehen können.“ Der Tod Saddam Husseins habe ein „langes und schmerzhaftes Kapitel in der Geschichte des Iraks“ geschlossen. Seine Karriere und sein Vermächtnis zeige die „Sinnlosigkeit einer Politik der Gewalt und des Terrors“.
Bundeskanzlerin Angela Merkel brachte zum Ausdruck, dass die deutsche Bundesregierung die Todesstrafe ablehnt:

„Saddam Hussein ist von einem irakischen Gericht verurteilt worden, und das Urteil ist vollstreckt worden. Wir respektieren dieses Urteil. Aber es ist bekannt, dass die Bundesregierung gegen die Todesstrafe ist. An einem Tag wie diesem gehen meine Gedanken vor allen Dingen zu den vielen unschuldigen Opfern von Saddam Hussein. Ich wünsche dem irakischen Volk, dass es seinen Weg ohne Gewalt und in Frieden gehen kann.“

Für die deutsche Bundesregierung zeigte Gernot Erler (SPD), Staatsminister im Auswärtigen Amt, zwar Verständnis für die Zustimmung betroffener Iraker, fügte jedoch im RBB-Inforadio hinzu: „Aber wir wenden uns gegen die Todesstrafe, egal wo sie angewandt wird.“
Vom Vatikan wurde die Hinrichtung ebenfalls scharf verurteilt. Vatikansprecher Federico Lombardi sagte, es handele sich um „eine tragische Nachricht“, und benutzte das Wort „Ermordung“. Weiter sagte er, es bestehe „das Risiko, dass dies den Geist der Rache noch anstachelt und neue Gewalt sät“. Der Präsident des päpstlichen Rates für Gerechtigkeit und Frieden, Kurienkardinal Renato Raffaele Martino, sagte gegenüber Radio Vatikan: „Ich hatte in den vergangenen Tagen gehofft, dass man es für angemessen halten würde, das Todesurteil nicht zu vollstrecken. Ich hoffe und bete, dass dieser letzte Akt nicht dazu beiträgt, die bereits kritische Situation im Irak weiter zu verschlimmern, einem Land, das von vielen Spaltungen und Bruderkämpfen gezeichnet ist.“
US-Präsident George W. Bush würdigte dagegen die Hinrichtung von Saddam Hussein als „gerechte Strafe“. Die Hinrichtung sei das Ergebnis einer Rechtsprechung, die der irakische Expräsident „den Opfern seines brutalen Regimes“ vorenthalten habe, sagte Bush in der Nacht auf seinem Landsitz in Texas.
Die britische Regierung wiederum kritisierte die Hinrichtung aus prinzipiellen Gründen. „Wir treten für die weltweite Abschaffung der Todesstrafe ein, unabhängig von dem jeweiligen Verbrechen“, erklärte Außenministerin Margaret Beckett. Großbritannien habe seine Ablehnung der Todesstrafe „der irakischen Regierung sehr deutlich klargemacht, allerdings respektieren wir deren Position“, fügte die Ministerin hinzu.
Russland hat wegen der Hinrichtung Saddam Husseins vor einer weiteren Verschärfung der Lage im Irak gewarnt. Gleichzeitig bedauerte ein Sprecher des Außenministeriums in Moskau, dass die internationalen Bitten um eine Aussetzung der Hinrichtung ungehört verhallt seien. „Russland ist wie viele andere Länder prinzipiell gegen die Todesstrafe, aus welchen Motiven diese auch verhängt worden sein mag“, hieß es in der Stellungnahme.
Ban Ki-moon, der Generalsekretär der Vereinten Nationen, sorgte dagegen überraschend für einen Eklat, indem er in einer Stellungnahme zur Hinrichtung erklärte, es stehe einem Land frei, über Hinrichtungen zu entscheiden. Bei einer Pressekonferenz erklärte eine Mitarbeiterin anschließend prompt, dass Hinrichtungen von den Vereinten Nationen weiterhin abgelehnt würden. In Bans Heimatland Südkorea gibt es die Todesstrafe, seit 1998 sind Todesurteile aber nicht mehr vollstreckt worden.
Ausdrücklich begrüßt wurde der Vollzug des Todesurteils in Iran und in Kuwait, während ein Vertreter der Palästinenser von politischem Mord sprach und der libysche Revolutionsführer Muammar al-Gaddafi eine dreitägige Staatstrauer für sein Land anordnete. Israels Vize-Ministerpräsident Schimon Peres verglich Saddams Hinrichtung mit dem Ende Adolf Hitlers. Der Tod des Ex-Diktators, der eine Gefahr für den Nahen Osten und den Weltfrieden dargestellt habe, sei wie der Hitlers vorhersehbar gewesen.
Der irakische Premierminister Nuri al-Maliki zeigte sich über die internationale Kritik erbost: „Die irakische Regierung sollte vielleicht ihre Beziehungen zu den Regierungen überdenken, die den Willen des irakischen Volkes nicht respektieren.“

## Vernehmungen durch das FBI
Im Juli 2009 wurden die Vernehmungen des FBI aus dem Jahre 2003 – 2004 vom National Security Archive veröffentlicht. Saddam Hussein nannte als seine Feinde Iran und al-Qaida, als potentiellen Verbündeten betrachtete er das Regime in Nordkorea. Als große Fehler nannte er u. a. die Vernichtung der Massenvernichtungswaffen in den 1990ern, die er sonst im Irak-Krieg 2003 hätte einsetzen können. Hussein gab des Weiteren Details zu den Golfkriegen wieder. Nicht enthalten in den FBI-Berichten waren jedoch Aussagen zur Beziehung zwischen dem Irak und den USA in den 1980ern, zu Chemiewaffenangriffen und einer Rolle der CIA beim Aufstieg der Baath-Partei.

## Persönliches

### Ruhestätte
Der Leichnam wurde in Saddam Husseins Geburtsort, dem Dorf al-Audscha nahe Tikrit, beigesetzt. Es nahmen rund 100 Personen an der Bestattung teil, darunter auch der Gouverneur der Provinz Salah ad-Din. Die Beisetzung erfolgte gemäß islamischen Glaubensvorschriften binnen 24 Stunden nach dem Tod. Hussein wurde unter der Kuppel eines Grabmals beigesetzt, das er für sich hatte bauen lassen und sich direkt neben der nach ihm benannten Saddam-Moschee befindet. In der Nähe sind seine beiden Söhne Udai und Qusai, die bereits 2003 von amerikanischen Soldaten bei einem Gefecht getötet worden waren, beerdigt. In den Städten der Provinz kam es zu Demonstrationen für Hussein. Irakische Polizisten hinderten jedoch die Bevölkerung daran, zum Grab zu fahren. Die Familie Saddams will in der Nähe der Moschee eine Bibliothek und eine Koranschule errichten lassen. Das Grabmal wurde bei den Kämpfen zwischen dem IS und irakischen Streitkräften im März 2015 zerstört. Saddam Husseins Leichnam wurde bereits 2014 von seinen Anhängern an einen unbekannten Ort umgebettet.

### Familie
- 1. Ehefrau Sadschida Talfah (* 1936, Heirat 1963)
  - Sohn Udai Hussein (1964–2003)
  - Sohn Qusai Hussein (1966–2003)
  - Tochter Raghad Hussein (* 1968)
  - Tochter Rana Hussein (* 1969)
  - Tochter Hala Hussein (* 1979)
- 2. Ehefrau Samira Schahbandar (Heirat 1986)
  - Sohn Ali Saddam Hussein (* 1980 oder 1983)
- 3. Ehefrau Nidal al-Hamdani (Heirat 1990)
- Halbbruder Barzan Ibrahim at-Tikriti (1951–2007)
- Halbbruder Sabawi Ibrahim Hasan at-Tikriti (1947–2013)
  - Halbneffe Ayman Sabawi Ibrahim (seit 9. Dezember 2006 flüchtig)
- Halbbruder Watban Ibrahim Hasan at-Tikriti (inhaftiert)[70]
- Cousin Ali Hasan al-Madschid (1941–2010)
- Seine beiden Schwiegersöhne General Hussein Kamel Hasan al-Madschid und Oberst Saddam Kamel Hassan kehrten mit ihren Ehefrauen Raghad und Rana Hussein am 20. Februar 1996 aus Jordanien in den Irak zurück und wurden drei Tage später erschossen.

## Von Saddam Hussein initiierte Bauten
- Umm-al-Qura-Moschee
- Schwerter von Kadesia

## Verfilmung
- al-Ayyam al-tawila (The Long Days), 1980, Irak, 6-Stunden-Epos über das Leben Saddam Husseins
- 2008 entstand die britische Miniserie House of Saddam (dt. Die Husseins – Im Zentrum der Macht), die von Aufstieg und Fall des irakischen Diktators handelt. In der Hauptrolle ist der israelische Schauspieler Jigal Naor zu sehen.
- The Devil’s Double, 2011, Belgien/Niederlande, Literaturverfilmung. Hussein wird von Philip Quast gespielt.
- Saddam Hussein (= Folge 2 der Serie The Dictator’s Playbook). 54-minütige Filmdokumentation von Mark Stevenson (Australien 2018).

## Werke
- Zabibah und der König, eine Liebesgeschichte. edition de facto, Kassel, ISBN 3-9808561-2-7.
- „Wir kämpfen stellvertretend für die Geschichte!“ In Andreas Meier (Hrsg.): Politische Strömungen im modernen Islam. Quellen und Kommentare. Bundeszentrale für politische Bildung, Bonn 1995, ISBN 3-89331-239-0; sowie Peter Hammer Verlag, Wuppertal 1995, ISBN 3-87294-724-9, S. 93–98.[71]